# Gnidia chapmanii
Gnidia chapmanii är en tibastväxtart som beskrevs av B. Peterson. Gnidia chapmanii ingår i släktet Gnidia och familjen tibastväxter. Inga underarter finns listade i Catalogue of Life.